# Danica Crnogorčević
Danica Crnogorčević (serbisk kyrilliska: Даница Црногорчевић), född 1993 i Bar i Förbundsrepubliken Jugoslavien, är en montenegrinsk-serbisk artist som skapar och gör covers på bland annat olika etniska och religiösa låtar.
En av hennes låtar, Veseli se srpski rode, blev en inofficiell sång för en rad demonstrationer som pågick i Montenegro mellan 2019 och 2020 och mot Montenegros ex-president Milo Đukanović under den tiden.

## Diskografi

### Album
- 2018 - Gospode dodji

### Singlar/EP
- 2020 - Pravosavlje Crnom Gorom blista
- 2020 - Ko udara tako pozno
- 2020 - Crna Goro zemljo mila
- 2021 - Kroz zivot i smrt
- 2021 - Veseli se srpski rode
- 2021 - Marijo slavna
- 2021 - Hristos Voskrese radost donese
- 2021 - Oj junastva svijetla zoro
- 2021 - Tamo daleko
- 2021 - Hriste Boze Himna Kosovskim junacima
- 2021 - Sini jarko sunce sa Kosova
- 2021 - Rano moja (Jasenovac)
- 2021 - Vila sa Kosara (original)
- 2021 - Kosovski bozuri
- 2021 - Oj Kosmaju
- 2021 - Govori Gospode (Live)
- 2021 - Moj golube
- 2021 - More sokol pie, Makedonsko devojce (Live)
- 2021 - Oj Kosovo Kosovo (Livee)
- 2021 - Udade se jagodo
- 2021 - Jecam znjela
- 2021 - Tropar svetom Nikoli (Nikolaju Mirlikijskom cudotvorcu)
- 2021 - Vezak je vezla Djeva Marija
- 2022 - Orahovcu basto rajska
- 2022 - Ne goni konja mori momice
- 2022 - Tijelo Hristovo
- 2022 - Djurdjija
- 2022 - Mlada Jelka ljubi Janka
- 2022 - Oj Kosovo Kosovo
- 2022 - Jos ne svice rujna zora
- 2022 - Odje me kopajte
- 2023 - Agni parthene